# Барановицький державний університет
Барановицький державний університет — вищий навчальний заклад в Білорусі в місті Барановичі Брестської області.

## Історія
Заклад освіти «Барановицький державний університет» створений за указом Президента Республіки Білорусь 23 червня 2004 року. Відкриття університету в районному центрі відповідає потребам переміщення вищої освіти до регіонів, приближення освіти до громадян країни, багато з яких проживають в сільській місцевості.

## Структура
В університеті 7 факультетів:
- педагогічний;
- інженерний;
- економіки і права;
- іноземних мов;
- довузівської підготовки;
- неперервної освіти;
- заочного відділення.